# Медальный зачёт на зимних Паралимпийских играх 1984
Ниже представлен перечень национальных паралимпийских комитетов, показанный по количеству золотых медалей, завоёванных их спортсменами во время III зимних Паралимпийских игр, проходивших в австрийском Инсбруке с 15 по 21 января 1984 года.
В Играх приняли участие 419 спортсменов (325 мужчин и 94 женщины) из 21 страны. Всего было разыграно 315 медалей в трёх видах спорта (горнолыжном спорте, лыжных гонках, гонках на санях).
Лидером неофициального медального зачёта стала команда страны-хозяйки Игр — Австрии, спортсмены которой завоевали наибольшее количество медалей (70).

## Таблица
Таблица неофициального медального зачёта основывается на данных Международного паралимпийского комитета (МПК). Таблица отсортирована по количеству медалей высшего достоинства («золото») выигранных участниками национальных паралимпийских комитетов (НПК). Далее следует количество выигранных медалей среднего («серебро») и низшего достоинств («бронза»). Если НПКи имеют в общем итоге одинаковое количество выигранных медалей, то страны сортируются в алфавитном порядке русского языка.
Легенда
 Страна-хозяйка
| Место | Страна         | Золото | Серебро | Бронза | Всего |
| ----- | -------------- | ------ | ------- | ------ | ----- |
| 1     | Австрия        | 34     | 19      | 17     | 70    |
| 2     | Финляндия      | 19     | 9       | 6      | 34    |
| 3     | Норвегия       | 15     | 13      | 13     | 41    |
| 4     | ФРГ            | 10     | 14      | 10     | 34    |
| 5     | США            | 7      | 14      | 14     | 35    |
| 6     | Швеция         | 7      | 2       | 5      | 14    |
| 7     | Швейцария      | 5      | 16      | 16     | 37    |
| 8     | Франция        | 4      | 2       | 0      | 6     |
| 9     | Польша         | 3      | 2       | 8      | 13    |
| 10    | Канада         | 2      | 8       | 4      | 14    |
| 11    | Новая Зеландия | 1      | 3       | 1      | 5     |
| 12    | Великобритания | 0      | 4       | 6      | 10    |
| 13    | Италия         | 0      | 0       | 1      | 1     |
| 13    | Югославия      | 0      | 0       | 1      | 1     |
|       | Всего          | 107    | 106     | 102    | 315   |